# Graïssier
En Provence, les graïssiers,, sont des séchoirs solaires traditionnels à figues, construits en pierre sèche.

## Description

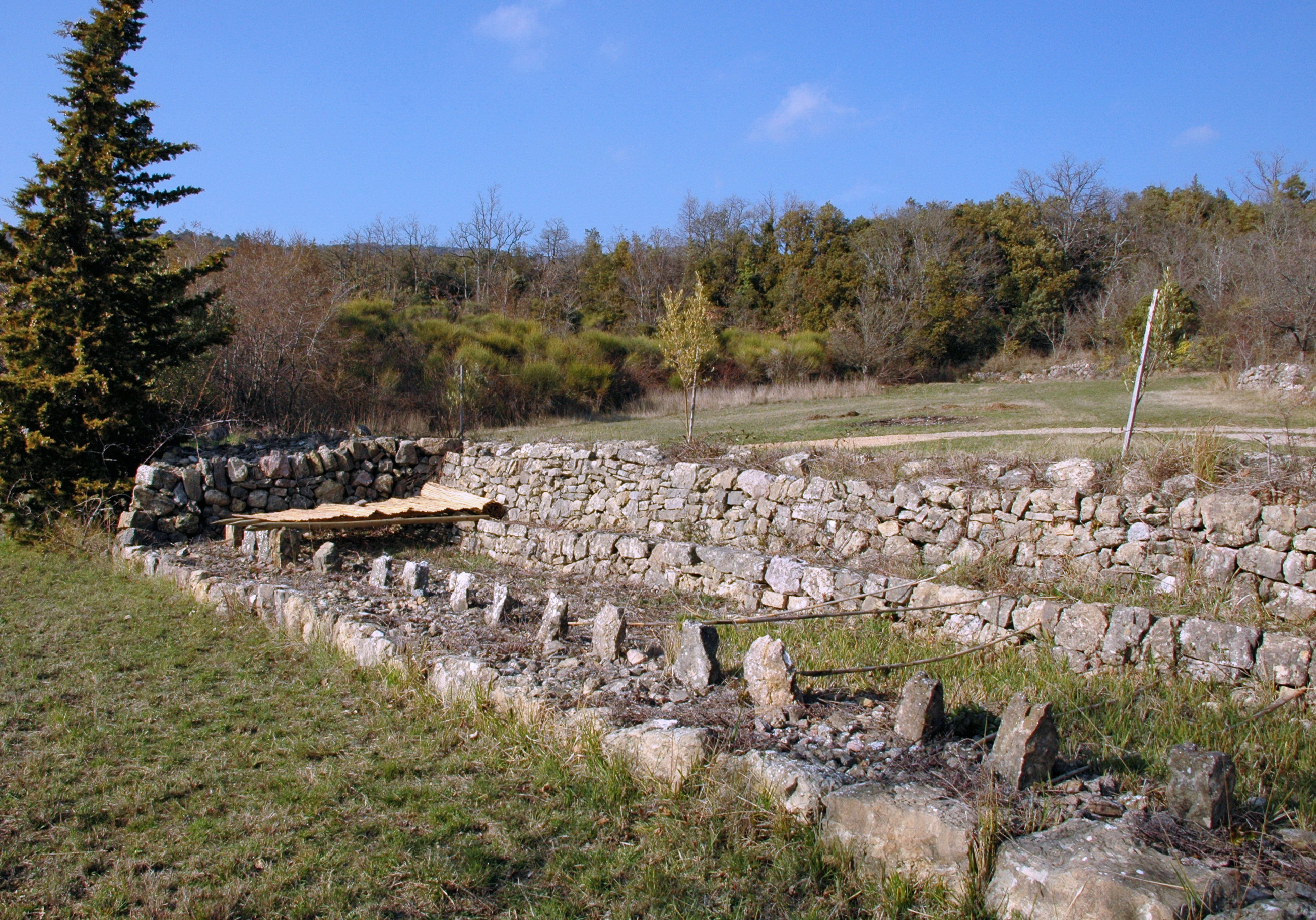
Graïssier de Mons (Var), (auvent disparu).

Les graïssiers sont des aménagements du sol, construits en pierre sèche et destinés à recevoir des claies sur lesquelles on dispose les figues à sécher pendant la journée. Ils ont la forme de banquettes avec ados et alignement de supports crantés en pierre. Les claies, ou canisses, sont disposées entre les supports et la banquette.
Ce sont souvent des aménagements de restanques ou berges ou faïsses.
Le soir, les claies (canisses) étaient roulées vers la banquette (couverte par un auvent) ou mises à l'abri dans une cabane ou cabanon.
Ils sont souvent situés à proximité des habitations, afin d'être plus facilement surveillés et pour éloigner les herbivores, en particulier les ânes et les mulets.
Ils n'étaient pas réservés au séchage des figues, et selon le besoin pouvaient accueillir des haricots, voire des châtaignes.

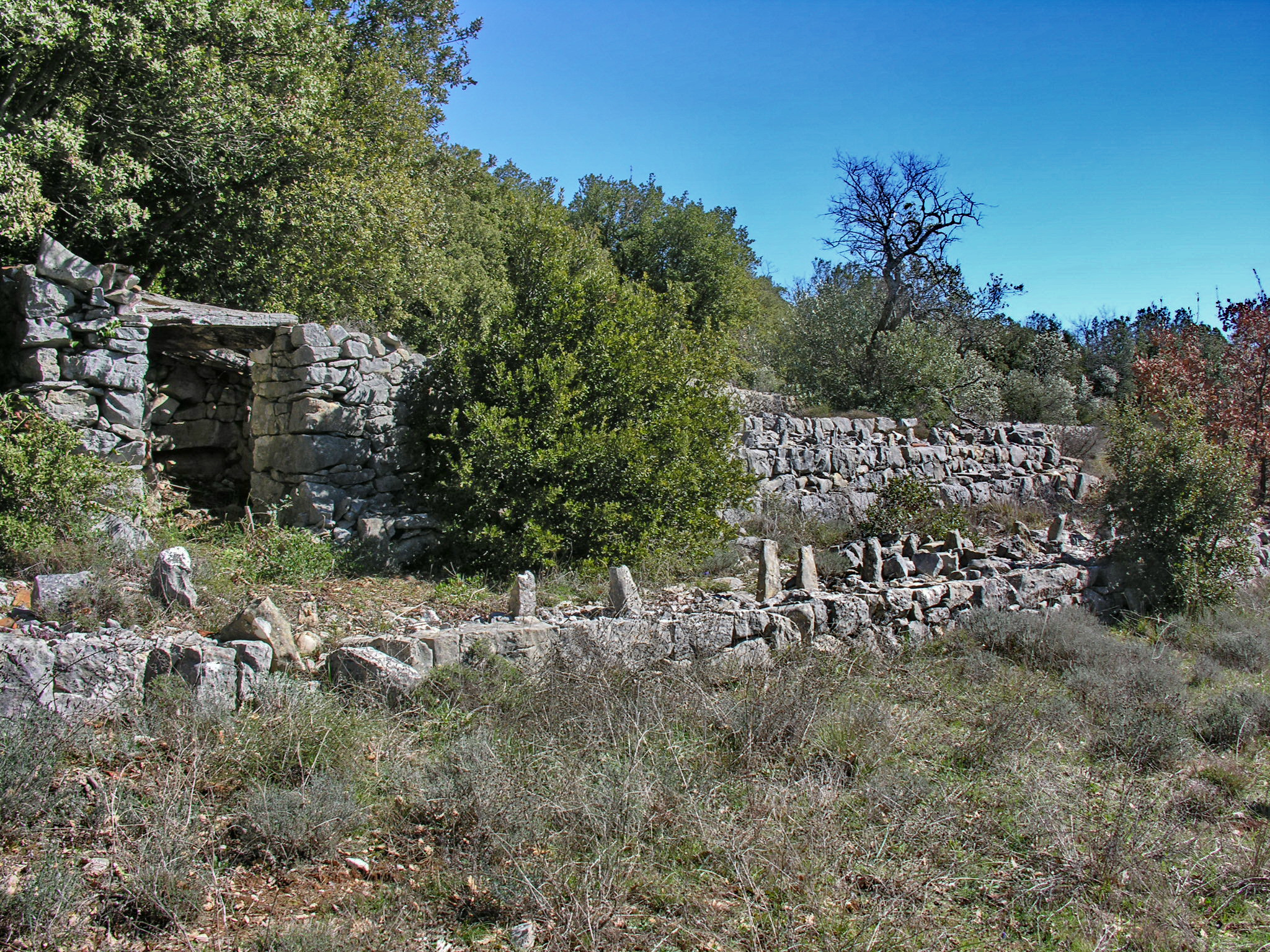
Graïssier avec cabanon.
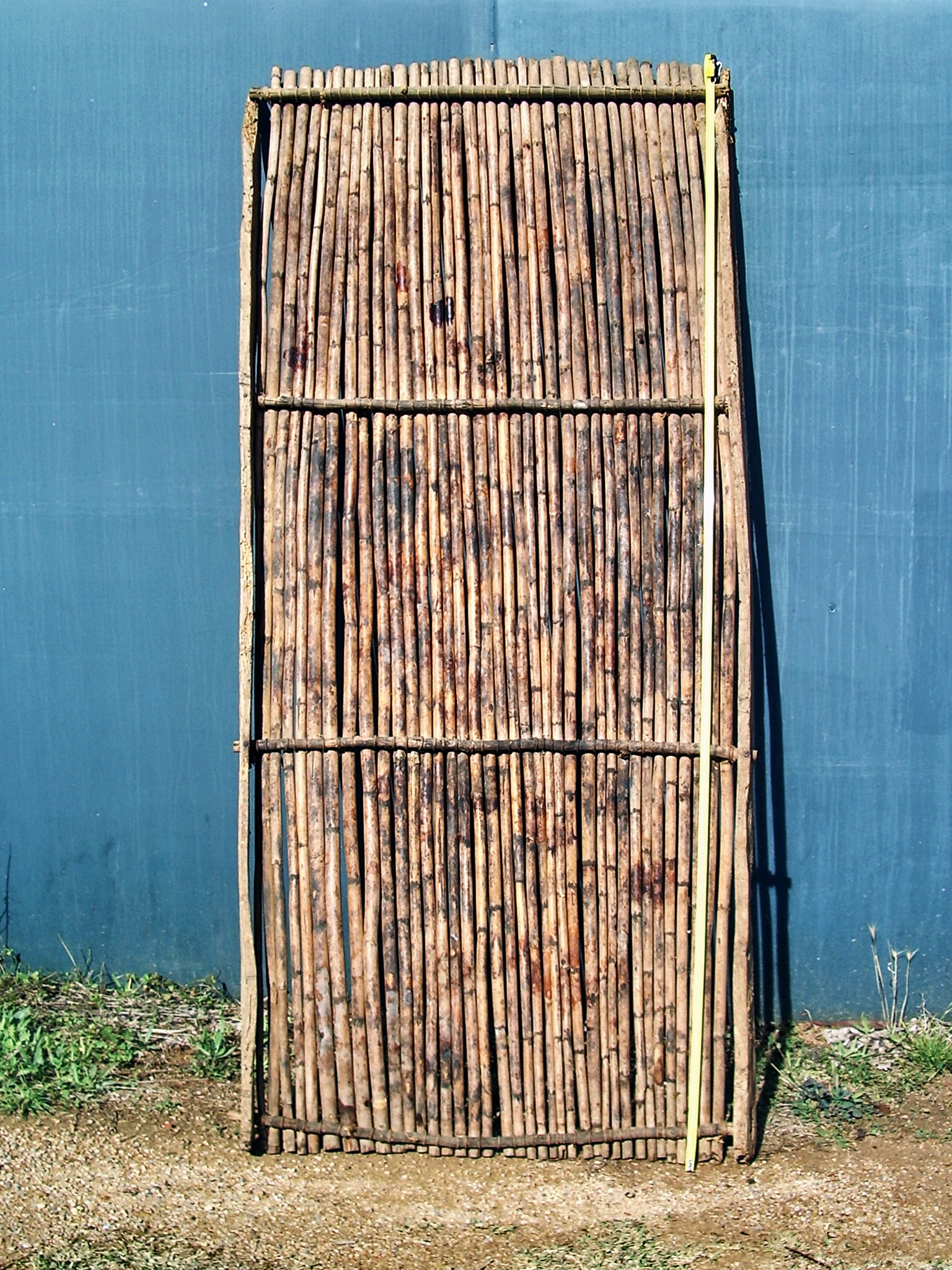
Claie, canisse, ou gresso en provençal, ou graia dans la vallée de la Roya. Canìzzu/Canìssu/Grìa en ligure de ponant.

## Historique
Ces séchoirs traditionnels étaient très répandus, dans chaque centre de vie : ils faisaient partie de l'équipement de base pour préparer les fruits afin de les conserver. 
Les figues séchées étaient traditionnellement disposées dans des coffrets en bois, ouverts à Noël : ils faisaient partie des treize desserts provençaux.
Ces dispositifs ont connu une dernière recrudescence d'utilisation pendant la Seconde Guerre mondiale, puis ont été progressivement et définitivement remplacés par les frigidaires, avant de tomber finalement dans l'oubli.
Les casuns se sont progressivement transformés en abris à outils, voire à animaux, mais cette technique est encore largement utilisée en Afrique du Nord ou dans les pays en voie de développement.

## Autres noms et dispositifs approchants
Dans la vallée de la Roya ces séchoirs sont des abris hourdés appelés casouns, ou casuns à Breil-sur-Roya ou crottés à Saorge. On y retrouve aussi des constructions en pierre sèche destinées au séchage des châtaignes, comparables à celles de Corse (u seccareccia, u grataghjiu, u siccatoghju).
En remontant vers le centre ou le nord de la France, les séchoirs doivent faire appel à un apport calorifique interne (cheminée) offrant la possibilité de fumage.
À l'inverse, la technique du séchage solaire est largement utilisée en Afrique du Nord ou en région sahelienne.

### Vallée de la Roya
Dans la vallée de la Roya, les claies sont appelées graia, grahia à Nice, quand elles sont tressées sur un cadre en bois(grìa en Valle Argentina). 

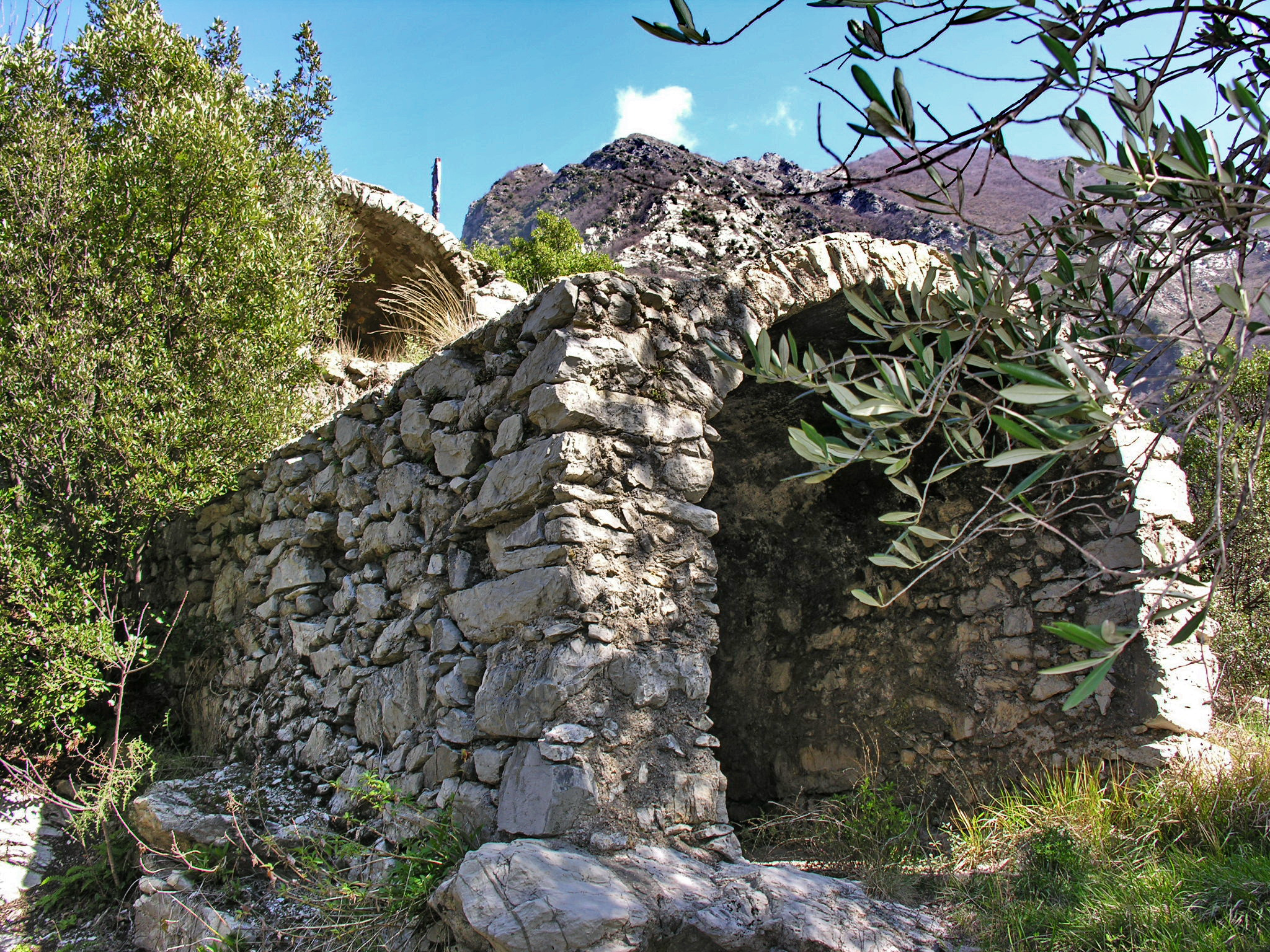
Casun au-dessus de Breil-sur-Roya. Casùn désigne une maison de campagne, on y faisait sécher les châtaignes.
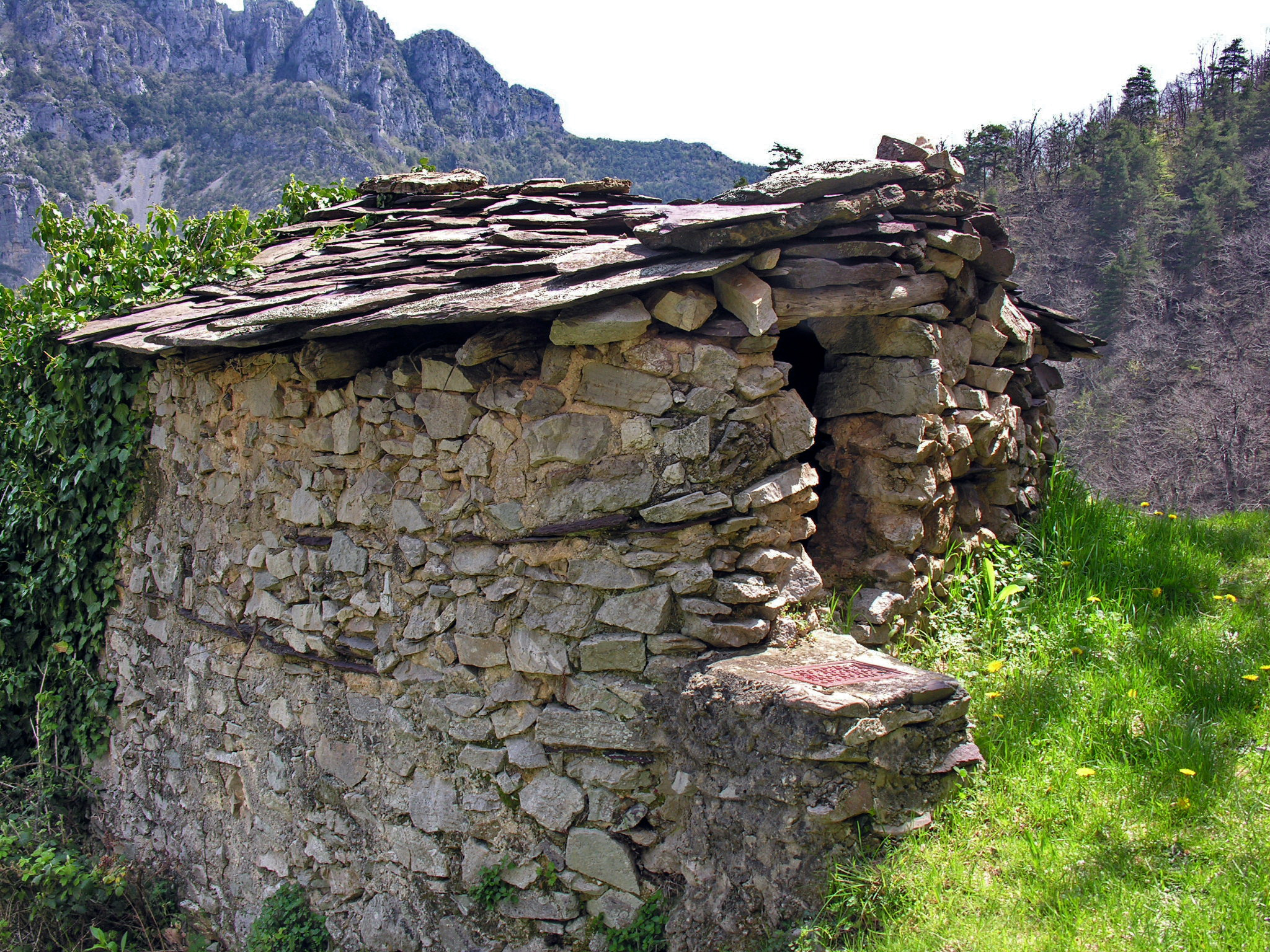
Séchoir à châtaignes à Berghe inférieur, Fontan (haute vallée de la Roya).